# David P. Robbins Prize (MAA)
Der David P. Robbins Prize ist ein Mathematikpreis der Mathematical Association of America. Er wird für eine herausragende Arbeit in Algebra, Kombinatorik oder Diskreter Mathematik verliehen mit einer Betonung auf die Neuartigkeit der Forschung („novel research“). Neben der Qualität der Forschung gehen auch Klarheit im Ausdruck und Zugänglichkeit auch für Mathematikstudenten in die Beurteilung mit ein.
Der Preis ist mit 5000 Dollar dotiert und wird seit 2008 alle drei Jahre verliehen.
Er ist nach David P. Robbins benannt, einem Mathematiker am Institute for Defense Analyses, dessen Arbeiten überwiegend als geheim eingestuft sind und der 2003 starb.
Ein gleichnamiger Preis wird von der American Mathematical Society vergeben, siehe hierzu David P. Robbins Prize (AMS).

## Preisträger
- 2008 Neil Sloane The on-line encyclopedia of integer sequences, Notices of the American Mathematical Society, Band 50, 2003, S. 912–915[1]
- 2011 Mike Paterson, Yuval Peres, Mikkel Thorup, Peter Winkler, Uri Zwick, Overhang, American Mathematical Monthly, Band 116, Januar 2009 (Online) und Maximum Overhang, American Mathematical Monthly, Band 116, Dezember 2009 (Online). Ihre Arbeit behandelt das Problem der möglichen Anzahl übereinandergestapelter Steine mit Überhang.[2]
- 2014 Frederick V. Henle, James M. Henle, Squaring the plane, American Mathematical Monthly, Band 115, 2008, S. 3–12.
- 2017 Robert D. Hough, Solution of the minimum modulus problem for covering systems, Annals of Mathematics, Band 181, 2015, S. 361–382.
- 2020 Aubrey de Grey, The Chromatic Number of the Plane is at least 5, Geombinatorics, Band 28, 2018, S. 18–31.
- 2023 Samantha Dahlberg, Angèle Foley, Stephanie van Willigenburg, Resolving Stanley’s e-positivity of claw-contractible-free graphs,  J. Eur. Math. Soc., Band 22, 2020, S. 2673–2696. doi:10.4171/JEMS/974